# 北九州弁
北九州弁 （きたきゅうしゅうべん） は、福岡県の北九州市を中心とした地域で話される日本語の方言である。略して北九弁（きたきゅうべん）、また市の中心部の地名から小倉弁（こくらべん）などとも呼ばれる。豊日方言の一つとされるが、中国方言や九州方言などの影響を受けているため単純に豊日方言と分類することもまた難しい。市域が旧筑前国と旧豊前国にまたがるため、市の東部と西部ではことばに差異が見られる。また市の東部では山口弁の影響が、西部では筑前方言の影響が見られる。この記事では、遠賀郡地域を西限 、京築地域を東限とした範囲の方言を北九州弁として述べる。平山輝男らによると、福岡県の方言は現代の生活圏を踏まえれば、大きく東部方言（豊前と筑前東部）、西部方言（筑前大部分）、南部方言（筑後）に分けられ、北九州弁は東部方言に入る。

## 特徴
1. 終助詞「-ちゃ」、引用の助詞「-っち」
2. 疑問文で「と」ではなく「ん」を使う ：「何なん?」「食べるん?」（博多弁では「食べると?」）
3. 短縮語・変化語の多用 ：「くらす=喰らわす」
4. 強調的表現・断定的表現の多用 ：「-やろ」「-やん」「-ぞ」
5. 弱命令表現・強勧誘表現の多用 ：「食べり （い） 」<イイ型> / 「見てん」<テン型> / 「教えちゃらんね」<チャランネ型> / 「来ちゃりい」<チャリイ型>

## 発音・アクセント
外輪型東京式アクセントであり、九州方言の中では、大分方言と共に最も標準語のアクセントに近い方言とされる。（金田一春彦らの定義による）

## 語彙

### 名詞
- 「おいちゃん」… 伯父さん・叔父さん・小父さん。苗字または地名を冠して「佐藤のおいちゃん」「小倉のおいちゃん」などと呼ぶ。
- 「かしわ」… 鶏肉。「かしわめし弁当」などがある。
- 「- がた（方）」… 誰々の家。「お前んがた（方）」など。
- 「かったりばんこ」… 代わりばんこ、交互。
- 「かべちょろ」… ヤモリ。広義には、トカゲあるいはカナヘビを含むこともある。
- 「きさん」… きさま（貴様）。
- 「すいばり（が刺さる）」… 木材や竹の針状になった繊維（が指等に刺さる）。とげの一種。
- 「ど（ん）げ」「ど（ん）べ」… 最下位。どんけつ。「どべ」は西日本の広い範囲で使用される。
- 「びびんこ」… 肩車。
- 「びったれ」… だらしない。不潔な人。
- 「めいぼ」… ものもらい。
- 「こしょう」「わごしょう」… 一味唐辛子。ちなみに、一般的な胡椒は「洋こしょう」と呼ぶ場合がある。

### 動詞
1. 上一段活用・下一段活用・サ行変格活用の命令形などの活用語尾は、標準語ではオ段音 （「-ろ」） となるのに対して、北九州弁ではエ段音となることが多い。（例：「見れ」「着れ」「食べれ」「調べれ」 ）
2. ただし、弱い命令形、あるいは依頼のニュアンスを含む場合、標準語でエ段音 （「-て （下さい）」） となるのに対し、北九州弁ではイ段音となる （例：「見ぃ」「着り」「食べり」「調べり」「来（き）ぃ」） か、「-ちゃり」（例：「しちゃり」） という接尾語が付くことが多い。
3. 特殊な活用をするものが若干ある。例えば、下一段活用の「寝る」は、標準語での未然形「寝（ないで勉強する）」に加えて、北九州弁では未然形「寝ら（んで勉強する）」があり、また上一段活用の「見る」は、標準語での未然形「見（ないで予想する）」に加えて、北九州弁では未然形「見ら（んで予想する）」があり、五段活用と同様の活用をする場合がある。「出る」についても同様。「なんぼかけても電話に出らん」。

- 「いさる」{ラ行五段} …威張る。
- 「おらぶ」{バ行五段} …叫ぶ。
- 「か（っ）てる」{タ行下一段} …仲間に入れる。「仲間に入れて」は「か（っ）てて」、自動詞の場合「かたる」。
- 「からう」「かるう」{ワ行五段} …背負う（しょう）。「かばんをからう」。
- 「きびる」{ラ行五段} … （紐などで） 縛る、束ねる。
- 「くらす」「はちくらす」{サ行五段} …殴る。「 （拳骨を） 喰らわす」の短縮語。「はちくらす」の「はち （鉢） 」は頭のこと。
- 「くらしゃげる」{ガ行下一段} …殴る。「くらす」+「あげる」の複合語。
- 「こまめる」{マ行下一段} …両替で金銭を細かくする。
- 「しばく」{カ行五段}…殴る(暴力全般をさす)。
- 「たう」{ワ行五段} …1.ある物が、離れている別の物に届く。2.手・背が届く。
- 「つむ」{マ行五段} …（髪・爪などを）切る。「床屋で髪をつむ。」近年はあまり言わない傾向にある。
- 「なおす」{サ行五段} …片付ける。しまう。「机の上の物を引き出しになおす」。近畿方言でも同一の意味で使用される。
- 「なんかかる」{ラ行五段} …寄り掛かる、もたれる。
- 「ぬく（温）める」{マ行下一段} …あたためる。「弁当をぬくめる」。
- 「はぐる」{ラ行五段}…はがす、めくる。「月初めに前月のカレンダーをはぐる」。
- 「ぱける」{カ行下一段} …壊れる、故障する。
- 「腹かく」{カ行五段} …腹が立つ、苛立つ。
- 「はぶてる」{タ行下一段}…ふてくされる。
- 「はわく」{カ行五段} …ほうき等で掃く。
- 「へる」{ラ行五段} …盗む。隠語「へっぱる」の短縮語。
- 「ほがす」「ほぐ」{サ行五段} …穴を開ける、穿孔する。
- 「（穴が）ほげる」{ガ行下一段} …穴が開く。
- 「ほたる」{ラ行五段}…ほったらかす。
- 「またごす」{サ行五段} …跨ぐ。

### 形容詞・形容動詞・副詞・連体詞
1. 豊日方言の特徴でもあるが、形容詞の終止形の活用語尾が「よか」「うまか」のように「か」となる（カ語尾）ことはない。形容詞のカ活用も、隣接する九州の諸方言に比して多くない。例えば「外は寒いねぇ」は「外は寒かねぇ」とはならない。

- 「ええ」… 「良い」という意味。西日本中心に使われる。
- 「おおいい」「おいい」… 多い。
- 「きない」「きいない」{形・ク} … 黄色い。鶏卵の黄身は「きなみ」と呼ぶ。
- 「濃ゆい」「濃いい」{形・ク} … 濃い。
- 「しゃあしい」「じゃかあしい」「せからしい」{形・シク} …うるさい、騒がしい。めんどくさい。
- 「辛 （から） い」{形・ク} … 標準語と同じ意味にも使われるが、「辛い」単独で「しょっぱい」「塩辛い」の意味を表す語として使われる。（博多弁なども同様）
- 「きつい」{形・ク}… 標準語と同じ意味（「きびしい」「つらい」「窮屈だ」）にも使われるが、「くたびれた」という意味で使われる。「きちい」とも言う。
- 「ぎょうさん」｛副｝… たくさん。
- 「すいい」… 酸っぱい。
- 「つまらん」「ちゃーらん」{形・特殊} … 「駄目だ」。不許可を表す。例えば「食べたら駄目だ」は「食うたらちゃーらん」となる。また「駄目になる」は「つまらんくなる」となる。
- 「ぬく（温）い」{形・ク} … 暖かい。
- 「いっちゃん」{副} … 最も、一番に。西日本の広い範囲で使われる。
- 「いっちょん」「いっちょも」{副} … 少しも（否定文）。「いっちょん好かん」で「これっぽっちも好きじゃない」という意味になる。
- 「さっちが」「しゃっちが」{副} … いちいち、わざわざ、しつこく。
- 「ちぃと」｛副｝… ちょっと、少し。
- 「ちかっぱ（い）」{副} … 1.力一杯、思い切り。2.とても。
- 「なし」「なして」{副} … なぜ、どうして。
- 「何ちかんち」{副} … つべこべ（言う）。
- 「そうとう（相当）」「ほうとう」「ばり」 {副} … とても。「そうとう」に関しては、「そーと」と発音されることが多い。「相当」に当たる語であるが、北九州弁では、様々な会話において多用される傾向にある。「そーと人おったよ(とても人がいたよ)」。
- 「でたん」｛副｝… とても。（八幡西区など一部の地域で使用される）
- 「いたらん」{連体} … 余計な。多くは「いたらんこと （するな / せんでいい）」などの形で使用される。
- 「ごっつ」… 1.ある人と能力などが互角である人。また、ある人と別の人とが能力などについて互角である状態。2.ある物と価値などが同等である物。また、ある物と別の物とが価値などについて同等である状態。「100m走のタイム、お前と大体ごっつやのう」。

### 助動詞・助詞、末尾の変化など
- 「-ちゃ/っちゃ」{助} … 「-だよ」。（北九州市小倉北区のチャチャタウン小倉のネーミングはこの表現から）「私、最近ジムに通っているんだ」は「うち、最近ジムに通いよんちゃ」となる。また、同意を強調するあいづちとして、「そうそう！」は「そうっちゃ」、「そうなんだよね！」は「そうなんちゃ！」などと使われる。
  - ただし、旧筑前国である北九州市西部地域（八幡以西）では、同じ意味で「-ばい」という語尾になる。
- 「〜やろ」… 「でしょう」。「どこか行くんでしょう」は「どっか行くんやろ」となる。博多弁のように「〜っちゃろ」とは言わない。
- 「〜のぅ」｛終助｝… 文末に強調や詠嘆として使う。主に中年以上の男性が使う。例えば「きれいだねぇ」が「きれいやのぅ」となる。山口弁･広島弁などと同様。
- 「-ごと」{助動} … 「-ように」。比況の助動詞「ごとし」の活用語尾が省略されたもの。例えば「雪道で転ばないように気を付けなさいよ」は「雪道で転ばんごと気を付けりいよ」となる。また「ドアが開かなくなった」は「ドアが開かんごとなった」となる。
  - 特に「-ごとある」で「-みたいだ」「-ようだ」という意味であり、例えば「中村さんは事情をよく知らないみたいだ」は「中村さんは事情をよう知らんごとある」、「熱があるようだ」は「熱があるごとある」となる。
- 「-ぞ」{助} … 1.断定「-である」「-だ」。例えば「そうだ」は「そうぞ」となる。また「競輪は北九州が発祥なんだよ」は「競輪は北九州が発祥ぞ」となる。2.強意「-よ」。「天気予報では雨が降るっちぞ」。
- 「-っち」{助} … 「-って」「-ということ」。例えば「山田君が『来い』って言っていたぞ」は「山田君が『来い』っち言いよったぞ」となる。また「田中さんがあなたのこと好きなんだって」は「田中さんがあんたのこと好きっち」となる。
- 「-け/けん/けぇ」{助} … 1.「-ので」「-から」。理由・原因を表す接続助詞。例えば「忙しいから、遊べない」は「忙しいけ、遊べん」となる。2.強意「-よ」。「これ、食べるけぇ」。
- 「-げな」{助} … 「-なんて」「-なんだって」。やや驚きや、強調を伴った伝聞・伝達を表す。「今時チョッキげな言いよったら笑われるよ」。「また台風だってよ」は「また台風げな」。
- 「- （し）よる/ よう/よん」{助動} … 「- （し）ている」「- （し）つつある」。動詞の連用形に接続し、動作が現在進行中であることを表す（相（アスペクト）参照）。例えば「そっちに行っている」は「そっちに行きよる / 行きよう」となる。
  - 「（テレビ番組・会議・祭り等が）ありよる / ありよう」…「やっている・行われている」の意味で用いられる。例えば、「八幡東区で起業祭が今やっているらしいよ」だと「東区で起業祭がありようらしいよ」となる。
- 「- （し）とる/とう/とん」{助動} … 「- （し）ている」「- （し）終わっている」。動詞の連用形に接続し、動作が完了した結果が存続している状態を表す。例えば「こっちに着いている」は「こっちに着いとる / 着いとう」となる。
  - 山口弁・大分弁と同様に「-ちょる/ちょう/ちょん」も用いられる。
  - 使い分けの例：「もう渋滞しよる」は「もう渋滞しつつある（渋滞が始まった）」。「もう渋滞しと（ちょ）る」は「もう渋滞して（しまって）いる」。
- 「- （し）きる」{助動} … 「-出来る」「- （する）能力がある」。動詞の連用形に接続し、能力可能を表す。「計算出来る （計算する能力がある） 」は「計算しきる」、「百点取れる （百点取る能力がある） 」は「百点取りきる」。逆に「-出来ない」「- （する） 能力がない」は「- （し）きらん」となる。「マニュアル車で坂道発進しきらん」「怖いけん夜トイレに一人で行ききらん」。
  - 状況可能については「- （し）きる」は使用せず、標準語と同じ可能表現 （可能動詞、助動詞れる・られる） を使う。ただし、近年は状況可能、能力可能の使い分けは、あいまいになってきている。
- 「- （し）ちゃる」{助動} … 「-してあげる」。「欲しい物があったら買っちゃる」。
- 「がと」… 「 - がところ」「 - 分」。例えば「300円がと買って来ぃ」は「300円分買ってこい」となる。

### その他、成句
- 「あんねぇ」「あんなぁ」… 「あのね」という呼びかけ。
- 「いけん」… 「ダメ」「いけない」という意味。
- 「何しよん?」… 「何してるの?」という意味であるが、久しぶりに会った人に対して「久しぶり。元気にしてた?」という意味でも多用される。（NHK北九州放送局で放送されていた番組「情報ワイド福岡いちばん星」に「なんしよ〜ん!?北九州」というコーナーがあった。）
- 「好かん」… 「好きじゃない」「嫌い」。北九州弁に限らず、九州では「嫌い」という言葉を使用することが少ない。強い拒否の意思を示す場合においてのみ「嫌い」という言葉を使用する。
- 「〜なんよ」「〜んよ」… 例えば「そうなのよ」が「そうなんよ」、「知っているのよ」が「知っと（ちょ）んよ」となる。
- 「〜時前〜分」… 例えば9時50分は10時10分前とは言わず「10時前10分」と言う。
- 「かたらして」… 「仲間に入れて」という呼び掛け。「か（っ）てて」とも。
- 「なしか?」… どうしてだ? なぜだ?
- 「なんぼ」… いくら?
- 「のおっちゃ」… 「なあ、そうなんだろ」「なあ、どうなんだよ」と相手に返答を要求する呼び掛け。一触即発の険悪な状態でよく聞かれる喧嘩言葉。
- 「見てん」… 「見てみてよ」という弱命令表現・強勧誘表現。単に見ることを要請するのではなく、発話者に不満があることを相手に示唆する。「それ見たことか」という意味もある。
- 「さん、のー、がー、はい」… 複数人で荷物を持ち上げる際の「一、二、三、はい」という掛け声。
- 「じゃんけん、しっ」「どっこい、しっ」… じゃんけんの際の掛け声。2回目は「あいこで、しっ」、3回目以後は「しっ」とだけ言うが、地域によっては3回目は「合わんで、しっ」とも言う。
- 「-っち言いよろう（も/が） 」「-っち言いよー / 言っと（ちょ）ーやろ」… 「-って言っているでしょう（が）」と相手に言い聞かせる言葉。
- 「何ち?」… 「何って言ったの?」「何だって?」と相手に聞き返す言葉。強い表現の使用例では「お前、何ちか?」（お前、何って言った? ） ともいう。
- 「-しとき / せんどき」… 「-しておいてくれ / しないでほしい・しない方が良い」という弱命令表現・強勧誘表現。「明日台風が来るけ、釣りには行かんどき」。
- 「-せんね」… 「-しなさい / -しましょう / -したらどう?」という弱命令表現・強勧誘表現。「あんたもほんとにだらしない人やね。もっとしゃんしゃんせんね」。「今度良かったら家に来んね」。
- 「川中島」… 北九州の小学校の運動会でよく実施される高学年の男子児童による騎馬戦。鉢巻・帽子を取り合うような簡単なものではなく、騎馬同士で組み倒すような本格的なもの。紅組が武田信玄軍、白組が上杉謙信軍となる。（そもそも、軍が決められていない、または名前は使わず、紅組白組だけという場合もある。）
- 「口がまめらん」…口が上手く動かない事
- 「まめくろしい」…よく機敏に動く事